# 藪田嘉一郎
藪田 嘉一郎（やぶた　かいちろう、1905年3月28日 - 1976年1月13日）は、日本の編集者・歴史家。出雲国風土記偽書説など大胆な新説を唱え、松本清張が師事した在野の古代史家として知られる。

## 経歴
京都市生まれ。1924年京都市立第一商業学校専修科卒業。1925年京都帝国大学文学部史学科選科入学、1928年中退。
1928年至誠堂に入社し、1932年飛鳥園、1933年日出芸林社と転籍し、書籍の編集者として活躍する。1934年株式会社便利堂に入社し、1950年同社取締役に就任。1951年に退社。同年、自ら綜芸舎（綜芸種智院に因む）を創立する。この間、文献、美術、石造文化財などの史資料を使った古代史研究や能楽研究、易学研究の著作・論文を公刊した。また、寿岳文章らと和紙の研究を行い、新村出らと『和紙研究』を刊行した。1965年出版事業を後継者に委ね、以後は研究・著述に専念する。また、大槻憲二が創設した東京精神分析学研究所の所員でもあった。

## 著書
- 『日本上代金石叢考』河原書店, 1949
- 『日本年号索引 改訂増補版』綜芸舎, 1963 3版
- 『宝篋印塔の起原・続五輪塔の起原』編著. 綜芸舎, 1966
- 『能楽風土記 能楽の歴史地理的研究』桧書店, 1972
- 『日本古代文化と宗教』平凡社, 1976
- 『石刻 金石文入門』綜芸舎, 1976.11
- 『経塚の起源』綜芸舎, 1976.5

編纂
- 『五輪塔の起原 五輪塔の早期形式に関する研究論文集』(古史叢刊 編. 綜芸舎, 1958

### 翻訳
- 馬衡『石刻 中国石文概説』編訳. 綜芸舎, 1957
- 馬子雲『拓本の作り方 伝拓技法』綜芸舎, 1963
- 『周易古筮考』編訳注. 紀元書房, 1968
- 『中国古尺集説』編訳注. 綜芸舎, 1969

## 関連人物
- 松本清張の『火の路』執筆時に協力[4]
- みうらじゅんの母方祖父・饗庭蘆穂は拓本仲間で、饗庭は綜芸舎より『拓本による京の句碑』を刊行している[5]
- 綜芸舎は長男の夏雄が継いだ[6]